# متلألئة بابويانية
متلألئة بابويانية (الاسم العلمي:Luzula papuana) هي نوع من النباتات تتبع جنس المتلألئة من الفصيلة الأسلية.